# (6630) Skepticus
(6630) Skepticus (1982 VA1) – planetoida z pasa głównego asteroid okrążająca Słońce w ciągu 3,34 lat w średniej odległości 2,23 j.a. Odkryta 15 listopada 1982 roku.